# Puchar Europy Mistrzyń Krajowych siatkarek (1973/1974)
Puchar Europy Mistrzyń Krajowych 1974 – 14. sezon Pucharu Europy Mistrzyń Krajowych rozgrywanego od 1960 roku, organizowanego przez Europejską Konfederację Piłki Siatkowej (CEV) w ramach europejskich pucharów dla żeńskich klubowych zespołów siatkarskich "starego kontynentu".

## Drużyny uczestniczące
- Újpest Dózsa
- Panathinaikos Ateny
- VGH Van Houten
- Post Wiedeń
- CA Luksemburg
- SC Uni Bazylea
- Dinamo Moskwa
- VC Hannover
- Nim-Se Budapeszt
- SL Benfica
- Rapid Bukareszt
- SC Dynamo Berlin
- Partizan Rijeka
- Tatran Střešovice
- Lewski-Spartak Sofia
- Start Łódź

## Rozgrywki

### Runda wstępna
| Data       | Drużyna 1      | Wynik | Drużyna 2           | Sety |
| ---------- | -------------- | ----- | ------------------- | ---- |
| 10.11.1973 | Újpest Dózsa   | 3:0   | Panathinaikos Ateny |      |
| 17.11.1973 | Újpest Dózsa   | 3:0   | Panathinaikos Ateny |      |
|            |                |       |                     |      |
| 10.11.1973 | VGH Van Houten | 3:1   | Post Wiedeń         |      |
| 17.11.1973 | VGH Van Houten |       | Post Wiedeń         |      |
|            |                |       |                     |      |
|            | CA Luksemburg  |       | Uni Bazylea         |      |
| 25.11.1973 | CA Luksemburg  | 0:3   | Uni Bazylea         |      |

### Runda 1/8
| Data       | Drużyna 1         | Wynik | Drużyna 2            | Sety                             |
| ---------- | ----------------- | ----- | -------------------- | -------------------------------- |
|            | Dinamo Moskwa     | 3:0   | SL Benfica           |                                  |
| 19.01.1974 | Dinamo Moskwa     | 3:0   | SL Benfica           | 15:0, 15:2, 15:3                 |
|            |                   |       |                      |                                  |
|            | VC Hannover       |       |                      |                                  |
|            |                   |       |                      |                                  |
| 05.01.1974 | Post Wiedeń       | 0:3   | Nim-Se Budapeszt     |                                  |
| 12.01.1974 | Post Wiedeń       | 0:3   | Nim-Se Budapeszt     | 1:15, 1:15, 10:15                |
|            |                   |       |                      |                                  |
|            | Rapid Bukareszt   |       |                      |                                  |
|            |                   |       |                      |                                  |
| 05.01.1974 | SC Dynamo Berlin  | 3:1   | Újpest Dózsa         |                                  |
| 19.01.1974 | SC Dynamo Berlin  | 2:3   | Újpest Dózsa         |                                  |
|            |                   |       |                      |                                  |
| 05.01.1974 | VGH Van Houten    | 3:1   | Partizan Rijeka      | 15:9, 15:5, 15:17, 15:9          |
| 19.01.1974 | VGH Van Houten    | 3:2   | Partizan Rijeka      | 11:15, 15:11, 15:9, 13:15, 15:13 |
|            |                   |       |                      |                                  |
| 09.01.1974 | Tatran Střešovice | 3:0   | Lewski-Spartak Sofia | 15:11, 15:9, 16:14               |
| 16.01.1974 | Tatran Střešovice | 0:3   | Lewski-Spartak Sofia | 6:15, 7:15, 8:15                 |
|            |                   |       |                      |                                  |
| 07.01.1974 | Uni Bazylea       | 0:3   | Start Łódź           |                                  |
| 22.01.1974 | Uni Bazylea       | 0:3   | Start Łódź           | 10:15, 6:15, 10:15               |

### Ćwierćfinał
| Data       | Drużyna 1            | Wynik | Drużyna 2       | Sety                      |
| ---------- | -------------------- | ----- | --------------- | ------------------------- |
|            | Dinamo Moskwa        | 3:0   | VC Hannover     | 15:1, 15:0, 15:1          |
|            | Dinamo Moskwa        | 3:0   | VC Hannover     |                           |
|            |                      |       |                 |                           |
| 09.02.1974 | Nim-Se Budapeszt     | 3:0   | Rapid Bukareszt | 15:7, 15:9, 15:9          |
| 16.02.1974 | Nim-Se Budapeszt     | 3:2   | Rapid Bukareszt |                           |
|            |                      |       |                 |                           |
| 10.02.1974 | SC Dynamo Berlin     | 3:1   | VGH Van Houten  | 6:15, 15:8, 15:3, 15:12   |
| 17.02.1974 | SC Dynamo Berlin     | 3:1   | VGH Van Houten  | 10:15, 15:10, 15:7, 15:12 |
|            |                      |       |                 |                           |
|            | Lewski-Spartak Sofia | 3:0   | Start Łódź      | 15:6, 15:12, 15:1         |
| 16.02.1974 | Lewski-Spartak Sofia | 1:3   | Start Łódź      | 1:15, 8:15, 18:16, 8:15   |

### Turniej finałowy
Tabela
| Lp. | Drużyna              | Pkt | Mecze | Mecze | Mecze | Sety | Sety | Sety  |
| Lp. | Drużyna              | Pkt | M     | W     | P     | wyg. | prz. | ratio |
| --- | -------------------- | --- | ----- | ----- | ----- | ---- | ---- | ----- |
| 1   | Dinamo Moskwa        | 6   | 3     | 3     | 0     | 9    | 3    | 3.000 |
| 2   | Nim-Se Budapeszt     | 5   | 3     | 2     | 1     | 8    | 4    | 2.000 |
| 3   | Lewski-Spartak Sofia | 4   | 3     | 1     | 2     | 5    | 7    | 0.714 |
| 4   | SC Dynamo Berlin     | 3   | 3     | 0     | 3     | 2    | 9    | 0.222 |

Wyniki
| Data       | Drużyna 1            | Wynik | Drużyna 2            | Sety                    |
| ---------- | -------------------- | ----- | -------------------- | ----------------------- |
| 08.03.1974 | Nim-Se Budapest      | 3:1   | SC Dynamo Berlin     |                         |
| 08.03.1974 | Dinamo Moskwa        | 3:0   | Lewski-Spartak Sofia | 15:2, 15:1, 15:13       |
|            |                      |       |                      |                         |
| 09.03.1974 | Nim-Se Budapest      | 3:1   | Lewski-Spartak Sofia |                         |
| 09.03.1974 | Dinamo Moskwa        | 3:1   | SC Dynamo Berlin     |                         |
|            |                      |       |                      |                         |
| 10.03.1974 | Lewski-Spartak Sofia | 3:1   | SC Dynamo Berlin     | 15:1, 15:10, 9:15, 15:9 |
| 10.03.1974 | Dinamo Moskwa        | 3:2   | Nim-Se Budapest      |                         |

## Klasyfikacja końcowa
| Miejsce | Drużyna              |
| ------- | -------------------- |
| złoto   | Dinamo Moskwa        |
| srebro  | Nim-Se Budapeszt     |
| 3.      | Lewski-Spartak Sofia |
| 4.      | SC Dynamo Berlin     |